# Campeonato Canadense de Futebol de 2021
O Campeonato Canadense de Futebol de 2021, ou Canadian Championship de 2021, foi a 14ª edição da principal copa de futebol masculino do Canadá. O torneio começou no dia 15 de agosto e se encerrou no dia 21 de novembro de 2021. O vencedor do torneio se classificou para a Liga dos Campeões da CONCACAF de 2021.

## Formato
A competição terá um formato similar ao da edição de 2020, com 10 equipes entrando na rodada preliminar e 3 equipes recebendo um bye para as quartas de final. CF Montréal e Toronto FC recebram um bye por terem sido os finalistas da última edição do torneio, enquanto o Pacific FC recebeu o seu bye por ter sido campeão da Canadian Premier League de 2021.
Assim como na última edição do torneio, todos os confrontos serão disputados em jogo único.

### Distribuição
| Fase              | Equipes | Equipes entrando nesta rodada | Equipes que avançaram da fase anterior |
| ----------------- | ------- | --- | -------------------------------------- |
| Rodada preliminar | 10      | 1 campeão da League1 Ontario de 2021 1 campeão da Première ligue de soccer du Québec de 2021 7 equipes da Canadian Premier League 1 equipe da Major League Soccer |                                        |
| Quartas de Final  | 8       | 1 campeão da Canadian Premier League de 2021 2 finalistas da Canadian Championship de 2021                                                                        | 5 vencedores da rodada preliminar      |
| Semifinal         | 4       | | 4 vencedores das quartas de Final      |
| Final             | 2       | | 2 vencedores da semifinal              |

## Equipes
| Clube                   | Localidade                    | Liga                               | Fase de entrada   | Melhor resultado     | Número de participações |
| ----------------------- | ----------------------------- | ---------------------------------- | ----------------- | -------------------- | ----------------------- |
| Atlético Ottawa         | Ottawa, Ontario               | Canadian Premier League            | Rodada preliminar | Rodada preliminar: 1 | 1                       |
| Cavalry FC              | Foothills County, Alberta     | Canadian Premier League            | Rodada preliminar | Semifinal: 1         | 2                       |
| FC Edmonton             | Edmonton, Alberta             | Canadian Premier League            | Rodada preliminar | Semifinal: 5         | 9                       |
| Forge FC                | Hamilton, Ontario             | Canadian Premier League            | Rodada preliminar | Semifinal: 1         | 3                       |
| Guelph United FC        | Guelph, Ontario               | League1 Ontario                    | Rodada preliminar | Estreante            | 0                       |
| HFX Wanderers           | Halifax, Nova Escócia         | Canadian Premier League            | Rodada preliminar | Quartas de final: 1  | 2                       |
| CF Montréal             | Montreal, Quebec              | Major League Soccer                | Quartas de final  | Campeão: 5           | 13                      |
| CS Mont-Royal Outremont | Montreal, Quebec              | Première ligue de soccer du Québec | Rodada preliminar | Estreante            | 0                       |
| Pacific FC              | Langford, Colúmbia Britânica  | Canadian Premier League            | Quartas de final  | Semifinal: 1         | 2                       |
| Toronto FC              | Toronto, Ontario              | Major League Soccer                | Quartas de final  | Campeão: 7           | 14                      |
| Valour FC               | Winnipeg, Manitoba            | Canadian Premier League            | Rodada preliminar | Quartas de final: 1  | 2                       |
| Vancouver Whitecaps FC  | Vancouver, Colúmbia Britânica | Major League Soccer                | Rodada preliminar | Campeão: 1           | 13                      |
| York United FC          | Toronto, Ontario              | Canadian Premier League            | Rodada preliminar | Quartas de final: 1  | 2                       |

Notas
- As estatísticas incluem números de equipes antigas como FC Edmonton, Montreal Impact e Vancouver Whitecaps, que originaram os atuais FC Edmonton, CF Montréal e Vancouver Whitecaps FC.

- A participação na edição de 2020 do torneio está contabilizada para Toronto FC e Forge FC, embora a final do torneio não tenha sido disputada até o presente momento.

## Calendário e sorteio
Para o sorteio, as equipes foram divididas geograficamente em quatro potes. Na rodada preliminar, equipes do pote 1 foram sorteadas com equipes do próprio pote, enquanto as equipes do pote 2 foram sorteadas com equipes dos potes 2 e 3. Para as quartas de final, as equipes vencedoras do pote 1 se enfrentarão, enquanto as equipes vencedoras dos potes 2 e 3 enfrentarão as equipes do pote 4.
| Pote 1 (Oeste)                                          | Pote 2 (Leste)                                           | Pote 3 (Leste)                           | Pote 4 (Bye)                      |
| ------------------------------------------------------- | -------------------------------------------------------- | ---------------------------------------- | --------------------------------- |
| Vancouver Whitecaps FC Cavalry FC FC Edmonton Valour FC | Forge FC York United FC Atlético Ottawa HFX Wanderers FC | Guelph United FC CS Mont-Royal Outremont | Pacific FC Toronto FC CF Montréal |

| Fase              | Data           |
| ----------------- | -------------- |
| Rodada preliminar | 10–12 de maio  |
| Quartas de Final  | 24–26 de maio  |
| Semifinais        | 21–23 de junho |
| Final             | Julho          |

## Esquema
O sorteio da Canadian Championship de 2022 foi transmitido ao vivo pela OneSoccer no dia 9 de março de 2022.
|  | Rodada preliminar 10 a 12 de maio | Rodada preliminar 10 a 12 de maio |            |  | Quartas de final 24 a 26 de maio | Quartas de final 24 a 26 de maio |  |  | Semifinal 21 a 23 de junho | Semifinal 21 a 23 de junho |  |  | Final Julho | Final Julho |
|  |                                   |                                   |            |  |                                  |                                  |  |  |                            |                            |  |  |             |             |
|  |                                   |                                   |            |  |                                  |                                  |  |  |                            |                            |  |  |             |             |
|  |                                   |                                   |            |  |                                  |                                  |  |  |                            |                            |  |  |             |             |
|  | Cavalry FC                        |                                   |            |  |                                  |                                  |  |  |                            |                            |  |  |             |             |
|  |                                   |                                   |            |  |                                  |                                  |  |  |                            |                            |  |  |             |             |
|  | FC Edmonton                       |                                   |            |  |                                  |                                  |  |  |                            |                            |  |  |             |             |
|  |                                   |                                   |            |  |                                  |                                  |  |  |                            |                            |  |  |             |             |
|  |                                   |                                   |            |  |                                  |                                  |  |  |                            |                            |  |  |             |             |
|  |                                   |                                   |            |  |                                  |                                  |  |  |                            |                            |  |  |             |             |
|  | Vancouver Whitecaps FC            |                                   |            |  |                                  |                                  |  |  |                            |                            |  |  |             |             |
|  |                                   |                                   |            |  |                                  |                                  |  |  |                            |                            |  |  |             |             |
|  | Valour FC                         |                                   |            |  |                                  |                                  |  |  |                            |                            |  |  |             |             |
|  |                                   |                                   |            |  |                                  |                                  |  |  |                            |                            |  |  |             |             |
|  |                                   |                                   |            |  |                                  |                                  |  |  |                            |                            |  |  |             |             |
|  |                                   |                                   |            |  |                                  |                                  |  |  |                            |                            |  |  |             |             |
|  |                                   |                                   |            |  |                                  |                                  |  |  |                            |                            |  |  |             |             |
|  |                                   |                                   |            |  |                                  |                                  |  |  |                            |                            |  |  |             |             |
|  |                                   |                                   |            |  |                                  |                                  |  |  |                            |                            |  |  |             |             |
|  | Pacific FC                        |                                   |            |  |                                  |                                  |  |  |                            |                            |  |  |             |             |
|  |                                   |                                   |            |  |                                  |                                  |  |  |                            |                            |  |  |             |             |
|  |                                   |                                   |            |  |                                  |                                  |  |  |                            |                            |  |  |             |             |
|  | Atlético Ottawa                   |                                   |            |  |                                  |                                  |  |  |                            |                            |  |  |             |             |
|  |                                   |                                   |            |  |                                  |                                  |  |  |                            |                            |  |  |             |             |
|  | York United FC                    |                                   |            |  |                                  |                                  |  |  |                            |                            |  |  |             |             |
|  |                                   |                                   |            |  |                                  |                                  |  |  |                            |                            |  |  |             |             |
|  |                                   |                                   |            |  |                                  |                                  |  |  |                            |                            |  |  |             |             |
|  |                                   |                                   |            |  |                                  |                                  |  |  |                            |                            |  |  |             |             |
|  |                                   |                                   |            |  |                                  |                                  |  |  |                            |                            |  |  |             |             |
|  |                                   |                                   |            |  |                                  |                                  |  |  |                            |                            |  |  |             |             |
|  |                                   |                                   |            |  |                                  |                                  |  |  |                            |                            |  |  |             |             |
|  | CF Montréal                       |                                   |            |  |                                  |                                  |  |  |                            |                            |  |  |             |             |
|  |                                   |                                   |            |  |                                  |                                  |  |  |                            |                            |  |  |             |             |
|  |                                   |                                   |            |  |                                  |                                  |  |  |                            |                            |  |  |             |             |
|  | Forge FC                          |                                   |            |  |                                  |                                  |  |  |                            |                            |  |  |             |             |
|  |                                   |                                   |            |  |                                  |                                  |  |  |                            |                            |  |  |             |             |
|  | CS Mont-Royal Outremont           |                                   |            |  |                                  |                                  |  |  |                            |                            |  |  |             |             |
|  |                                   |                                   |            |  |                                  |                                  |  |  |                            |                            |  |  |             |             |
|  |                                   |                                   |            |  |                                  |                                  |  |  |                            |                            |  |  |             |             |
|  |                                   |                                   |            |  |                                  |                                  |  |  |                            |                            |  |  |             |             |
|  | Guelph United FC                  |                                   |            |  |                                  |                                  |  |  |                            |                            |  |  |             |             |
|  |                                   |                                   |            |  |                                  |                                  |  |  |                            |                            |  |  |             |             |
|  | HFX Wanderers FC                  |                                   |            |  |                                  |                                  |  |  |                            |                            |  |  |             |             |
|  |                                   |                                   |            |  |                                  |                                  |  |  |                            |                            |  |  |             |             |
|  |                                   |                                   |            |  |                                  |                                  |  |  |                            |                            |  |  |             |             |
|  |                                   |                                   | Toronto FC |  |                                  |                                  |  |  |                            |                            |  |  |             |             |
|  |                                   |                                   |            |  |                                  |                                  |  |  |                            |                            |  |  |             |             |
|  |                                   |                                   |            |  |                                  |                                  |  |  |                            |                            |  |  |             |             |
|  |                                   |                                   |            |  |                                  |                                  |  |  |                            |                            |  |  |             |             |
|  |                                   |                                   |            |  |                                  |                                  |  |  |                            |                            |  |  |             |             |

## Rodada preliminar

### Resultados
As partidas da rodada preliminar serão disputadas entre os dias 10 e 12 de maio de 2022.
| Equipe 1               | Resultado | Equipe 2                |
| ---------------------- | --------- | ----------------------- |
| Vancouver Whitecaps FC | –         | Valour FC               |
| Cavalry FC             | –         | FC Edmonton             |
| Atlético Ottawa        | –         | York United FC          |
| Forge FC               | –         | CS Mont-Royal Outremont |
| Guelph United FC       | –         | HFX Wanderers           |

### Partidas
| 11 de maio de 2022 | Vancouver Whitecaps FC | – | Valour FC | BC Place, Vancouver |
| 22:00              |                        |   |           |                     |

| 10 de maio de 2022 | Cavalry FC | – | FC Edmonton | ATCO Field, Calgary |
| 21:30              |            |   |             |                     |

| 10 de maio de 2022 | Atlético Ottawa | – | York United FC | TD Place Stadium, Ottawa |
| 19:00              |                 |   |                |                          |

| 11 de maio de 2022 | Forge FC | – | CS Mont-Royal Outremont | Tim Hortons Field, Hamilton |
| 19:00              |          |   |                         |                             |

| 10 de maio de 2022 | Guelph United FC | – | HFX Wanderers | Alumni Stadium, Guelph |
| 19:00              |                  |   |               |                        |

## Quartas de final

### Resultados
As partidas das quartas de final serão disputadas entre os dias 24 e 26 de maio de 2022.
| Equipe 1               | Resultado | Equipe 2               |
| ---------------------- | --------- | ---------------------- |
| Vencedor da 2ª partida | –         | Vencedor da 1ª partida |
| Pacific FC             | –         | Vencedor da 3ª partida |
| CF Montréal            | –         | Vencedor da 4ª partida |
| Vencedor da 5ª partida | –         | Toronto FC             |

### Partidas
|  | Vencedor da 2ª partida | – | Vencedor da 1ª partida |  |
|  |                        |   |                        |  |

|  | Pacific FC | – | Vencedor da 3ª partida | Starlight Stadium, Langford |
|  |            |   |                        |                             |

|  | CF Montréal | – | Vencedor da 4ª partida | Estádio Saputo, Montreal |
|  |             |   |                        |                          |

|  | Vencedor da 5ª partida | – | Toronto FC |  |
|  |                        |   |            |  |

## Semifinal

### Resultados
As partidas da semifinal serão disputadas entre os dias 21 e 23 de junho de 2022.
| Equipe 1               | Resultado | Equipe 2               |
| ---------------------- | --------- | ---------------------- |
| Vencedor da 1ª partida | –         | Vencedor da 2ª partida |
| Vencedor da 4ª partida | –         | Vencedor da 3ª partida |

### Partidas
|  | Vencedor da 1ª partida | – | Vencedor da 2ª partida |  |
|  |                        |   |                        |  |

|  | Vencedor da 4ª partida | – | Vencedor da 3ª partida |  |
|  |                        |   |                        |  |

## Final

### Resultado
A final será disputadas em julho de 2022.
| Equipe 1                | Resultado | Equipe 2                |
| ----------------------- | --------- | ----------------------- |
| Vencedor da semifinal 1 | –         | Vencedor da semifinal 2 |

### Partida
|  | Vencedor da semifinal 1 | – | Vencedor da semifinal 2 |  |
|  |                         |   |                         |  |